# Liste des cours d'eau d'Allemagne
Liste des fleuves et des rivières d'Allemagne.
Les cours d'eau d'Allemagne sont tributaires de la mer Baltique, de la mer Noire et de la mer du Nord. Les plus importants sont les suivants : 
- embouchure dans la mer Baltique : Oder
- embouchure dans la mer Noire : Danube (et ses principaux affluents : l'Inn, l'Isar et le Lech) ;
- embouchure dans la mer du Nord : Rhin (et ses principaux affluents : la Moselle, le Main et le Neckar), la Weser et l'Elbe (et ses principaux affluents : la Havel et la Saale).

## Par bassin
Les fleuves sont classés géographiquement, le long de la côte. Les rivières qui se jettent dans d'autres cours d'eau sont classées selon la proximité de leur point de confluence avec la mer. Certaines rivières (la Meuse, par exemple) ne traversent pas l'Allemagne, mais sont indiquées pour avoir des affluents allemands. Elles sont indiquées en italique. Pour des raisons de clarté, seuls les cours d'eau qui ont une longueur de plus de 50 km sont indiqués.

### Mer Baltique
Les fleuves dans cette catégorie sont classés du nord-ouest (frontière danoise) vers l'est (frontière polonaise). 
- Schwentine (Kiel)
- Trave (Lübeck-Travemünde) 
  - Stepenitz (près de Travemünde)

- Warnow (Warnemünde) 
  - Nebel (Bützow)

- Recknitz (Ribnitz-Damgarten)

- Peenestrom (Peenemünde) 
  - Peene (près d'Anklam) 
    - Tollense (Demmin)

  - bras de l'Oder (de la lagune de Szczecin)

- Świna/Swine (Świnoujście, Pologne) 
  - Uecker (dans la lagune de Szczecin à Ueckermünde)
  - Oder (dans la lagune de Szczecin, près de Szczecin, Pologne) 
    - Neisse (près d'Eisenhüttenstadt)

### Mer Noire

#### Danube(Sulina,Roumanie)
- - Inn (Passau)
    - Rott (Schärding)
    - Salzach (Haiming)
      - Saalach (Freilassing)

    - Alz (Marktl)
      - Chiemsee (Seeon-Seebruck)
        - Großache (Grabenstätt)

  - Ilz (Passau)
  - Vils (Vilshofen an der Donau)
  - Isar (près de Deggendorf)
    - Amper/Ammer (près de Moosburg)
    - Loisach (près de Wolfratshausen)

  - Große Laber (près de Straubing)
  - Regen (Ratisbonne)
    - Chamb (Cham)

  - Naab (près de Ratisbonne)
    - Vils (Kallmünz)

  - Schwarze Laber (Sinzing)
  - Altmühl (Kelheim)
    - Weiße Laber
      - Breitenbrunner Laber
        - Wissinger Laber

  - Abens (près de Neustadt an der Donau)
    - Ilm (près de Neustadt an der Donau)

  - Paar (près de Vohburg an der Donau)
  - Friedberger Ach (près d'Oberhausen)
  - Lech (près de Donauworth)
    - Wertach (Augsbourg)

  - Schmutter (Donauworth)
  - Zusam (Donauworth)
  - Wörnitz (Donauworth)
  - Brenz (Lauingen)
  - Mindel (près de Günzburg)
  - Günz (Günzburg)
  - Iller (Ulm)
  - Rot (Erbach)
  - Riß (près d'Ehingen)
  - Lauchert (près de Sigmaringen)

### Mer du Nord
Les fleuves dans cette catégorie sont classés du sud-ouest (Pays-Bas) vers l'est (frontière danoise).

#### Meuse
- - Niers (Gennep, Pays-Bas)
  - Rour (Ruremonde, Pays-Bas)
    - Wurm
    - Inde (Juliers)

#### Rhin
- - Lippe (Wesel)
    - Alme (Paderborn)

  - Emscher (près de Dinslaken)
  - Ruhr (Duisbourg)
    - Volme (près de Hagen)
    - Lenne (près de Hagen)
    - Möhne (Arnsberg)

  - Erft (Neuss)
  - Wupper/Wipper (Leverkusen)
  - Sieg (Bonn)
    - Agger (Siegburg)
    - Nister (Wissen)

  - Ahr (près de Sinzig)
  - Wied (Neuwied)
  - Moselle (Coblence)
    - Elzbach (Moselkern)
    - Alf (Alf)
    - Lieser (près de Bernkastel-Kues)
    - Salm (près de Klüsserath)
    - Kyll (près de Trèves-Ehrang)
    - Sarre (près de Konz)
      - Nied (près de Rehlingen-Siersburg)
      - Prims (Dillingen)
      - Blies (Sarreguemines)
        - Schwarzbach (près de Deux-Ponts)

    - Sûre (Wasserbillig, Luxembourg)
      - Prüm (près d'Echternach, Luxembourg)
        - Nims (Irrel)

      - Our (Wallendorf)

  - Lahn (Lahnstein)
    - Aar (Diez)
    - Weil (Weilbourg)
    - Dill (Wetzlar)
    - Ohm (Cölbe)

  - Nahe (Bingen-Am-Rhein)
    - Alsenz (près de Bad Kreuznach)
    - Glan (près de Bad Sobernheim)

  - Selz (Ingelheim-Am-Rhein)
  - Main (Mayence)
    - Nidda (Francfort-Höchst)
      - Wetter (Niddatal)

    - Kinzig (Hanau)
    - Tauber (Wertheim)
    - Saale franconienne (Gemünden am Main)
    - Regnitz (Bamberg)
      - Pegnitz (Fürth)
      - Rednitz (Fürth)
        - Rezat franconienne (Georgensgmünd)
        - Rezat souabe (Georgensgmünd)

    - Itz (Baunach)
    - Roter Main (près de Kulmbach)

  - Neckar (Mannheim)
    - Jagst (près de Bad Friedrichshall)
    - Kocher (Bad Friedrichshall)
    - Enz (Besigheim)
    - Murr (Marbach am Neckar)
    - Rems (Remseck am Neckar)
    - Fils (Plochingen)

  - Queich (près de Germersheim)
  - Pfinz (près de Germersheim)
  - Lauter (Lauterbourg)
  - Murg (près de Rastatt)
  - Sauer (Seltz, France)
  - Acher (Lichtenau)
  - Rench (près de Lichtenau)
  - Kinzig (près de Kehl)
  - Elz (près de Lahr/Schwarzwald)
  - Wiese (près de Bâle, Suisse)
  - Wutach (Waldshut-Tiengen)

#### IJssel(dans l'IJsselmeerprès deKampen (Pays-Bas))
- - Berkel (Zutphen, Pays-Bas)
  - Vieil Yssel/Issel (Doesburg, Pays-Bas)

#### Zwarte Water(dans l'IJsselmeer près deGenemuiden, Pays-Bas)
- - Overijsselse Vecht (près de Zwolle, Pays-Bas)
    - Dinkel (Neuenhaus)

#### Ems(près deDelfzijl, Pays-Bas)
- - Hase (Meppen)

#### Weser(près deBremerhaven)
- - Hunte (Elsfleth)
  - Lesum (Vegesack)
    - Wümme (Ritterhude)

  - Aller (près de Verden)
    - Böhme (près de Rethem)
    - Leine (près de Schwarmstedt)
      - Innerste (près de Sarstedt)
      - Rhume (Northeim)
        - Oder (Harz) (Katlenburg-Lindau)

    - Örtze (Winsen)
    - Fuhse (Celle)
    - Oker (Müden)
      - Schunter (près de Brunswick)

  - Werre (Bad Oeynhausen)
  - Diemel (Bad Karlshafen)
  - Fulda (Hann. Münden)
    - Eder (Edermünde)
      - Schwalm (près de Fritzlar)

    - Haune (Bad Hersfeld)

  - Werra (Hann. Münden)
    - Hörsel (près de Eisenach)
    - Ulster (Philippsthal)

#### Elbe(près deCuxhaven)
- - Oste (près de Otterndorf)
  - Stör (près de Glückstadt)
  - Alster (Hambourg)
  - Bille (près de Hambourg)
  - Ilmenau (près de Winsen (Luhe))
  - Jeetzel (Hitzacker)
  - Löcknitz (près de Dömitz)
    - Elde (près de Lenzen)

  - Aland (Schnackenburg)
  - Stepenitz (Wittenberge)
  - Havel (près de Havelberg)
    - Dosse (près de Havelberg)
    - Rhin (Brandebourg) (près de Warnau)
    - Plane (près de Brandebourg-sur-la-Havel)
    - Nuthe (Potsdam)
    - Spree (Berlin-Spandau)
      - Dahme (Berlin-Köpenick)

  - Ohre (près de Burg)
  - Saale (Barby)
    - Bode (Nienburg (Saale))
    - Wipper (Saale) (près de Bernbourg)
    - Elster Blanche (près de Halle (Saxe-Anhalt))
      - Parthe (Leipzig)
      - Pleiße (Leipzig)
      - Weida (près de Gera)

    - Unstrut (près de Naumbourg)
      - Wipper (Unstrut) (près de Heldrungen)
      - Gera (Straußfurt)

    - Ilm (Großheringen)
    - Schwarza (Schwarza)

  - Mulde (Dessau)
    - Zwickauer Mulde (près de Colditz)
      - Chemnitz (près de Wechselburg)

    - Freiberger Mulde (près de Colditz)
      - Zschopau (près de Döbeln)

  - Elster Noire (près de Wittemberg)
  - Weisseritz (Dresde)
    - Wilde Weißeritz (Freital)

  - Wesenitz (Pirna)
  - Ohře/Eger (Litoměřice, République tchèque)
  - Vltava (Mělník, Rébublique tchèque)
    - Berounka (près de Prague, République tchèque)
      - Mže/Mies (Pilsen, République tchèque)

#### Eider(Tönning)
- - Treene (Friedrichstadt)

## Par longueur
La liste suivante recense les cours d'eau d'Allemagne de plus de 50 km. Il s'agit de leur longueur totale, depuis la source jusqu'à l'embouchure. Certains cours d'eau ont une longueur inférieure sur le seul territoire allemand.
| Cours d'eau           | Longueur (km) | Embouchure                | Bassin     |
| --------------------- | ------------- | ------------------------- | ---------- |
| Danube                | 2 850         | Mer Noire                 | Danube     |
| Rhin                  | 1 233         | Mer du Nord               | Rhin       |
| Elbe                  | 1 094         | Mer du Nord               | Elbe       |
| Oder                  | 854           | Mer Baltique              | Oder       |
| Moselle               | 544           | Rhin                      | Rhin       |
| Main                  | 524           | Rhin                      | Rhin       |
| Inn                   | 517           | Danube                    | Danube     |
| Weser                 | 451           | Mer du Nord               | Weser      |
| Saale                 | 413           | Elbe                      | Elbe       |
| Neckar                | 384           | Rhin                      | Rhin       |
| Sprée                 | 382           | Havel                     | Elbe       |
| Ems                   | 371           | Dollard                   | Ems        |
| Havel                 | 325           | Elbe                      | Elbe       |
| Werra                 | 298           | Weser                     | Weser      |
| Isar                  | 292           | Danube                    | Danube     |
| Ohře                  | 291           | Elbe                      | Elbe       |
| Leine                 | 281           | Aller                     | Weser      |
| Aller                 | 263           | Weser                     | Weser      |
| Elster Blanche        | 257           | Saale                     | Elbe       |
| Lippe                 | 255           | Rhin                      | Rhin       |
| Neisse                | 254           | Oder                      | Oder       |
| Lech                  | 248           | Danube                    | Danube     |
| Sarre                 | 246           | Moselle                   | Rhin       |
| Lahn                  | 242           | Rhin                      | Rhin       |
| Altmühl               | 227           | Danube                    | Danube     |
| Salzach               | 225           | Inn                       | Danube     |
| Fulda                 | 218           | Weser                     | Weser      |
| Ruhr                  | 217           | Rhin                      | Rhin       |
| Elde                  | 208           | Elbe                      | Elbe       |
| Unstrut               | 192           | Saale                     | Elbe       |
| Jagst                 | 190           | Neckar                    | Rhin       |
| Hunte                 | 189           | Weser                     | Weser      |
| Eider                 | 188           | Mer du Nord               | Eider      |
| Amper                 | 185           | Isar                      | Danube     |
| Elster Noire          | 179           | Elbe                      | Elbe       |
| Eder                  | 177           | Fulda                     | Weser      |
| Sûre                  | 173           | Moselle                   | Rhin       |
| Hase                  | 170           | Ems                       | Ems        |
| Regen                 | 169           | Danube                    | Danube     |
| Bode                  | 169           | Saale                     | Elbe       |
| Kocher                | 168           | Neckar                    | Rhin       |
| Overijsselse Vecht    | 167           | Zwarte Water              | Ketelmeer  |
| Kleiner Saynbach (de) | 167           | Sayn (de)                 | Rhin       |
| Zwickauer Mulde       | 166           | Mulde                     | Elbe       |
| Naab                  | 165           | Danube                    | Danube     |
| Rour                  | 164           | Meuse                     | Meuse      |
| Sieg                  | 155           | Rhin                      | Rhin       |
| Schleichgraben (de)   | 155           | Elster Noire              | Elbe       |
| Oste                  | 153           | Elbe                      | Elbe       |
| Wertach               | 150           | Lech                      | Danube     |
| Mulde                 | 147           | Elbe                      | Elbe       |
| Iller                 | 147           | Danube                    | Danube     |
| Weisseritz            | 137           | Elbe                      | Elbe       |
| Peene                 | 136           | Peenestrom                | Peene      |
| Paar                  | 134           | Danube                    | Danube     |
| Ilm                   | 134           | Saale                     | Elbe       |
| Rhin                  | 133           | Havel                     | Elbe       |
| Wörnitz               | 132           | Danube                    | Danube     |
| Tauber                | 131           | Main                      | Rhin       |
| Warnow                | 130           | Mer Baltique              | Warnow     |
| Lenne                 | 129           | Ruhr                      | Rhin       |
| Zschopau              | 128           | Mulde                     | Elbe       |
| Kyll                  | 128           | Moselle                   | Rhin       |
| Wissinger Laber       | 127           | Breitenbrunner Laber (de) | Danube     |
| Saale franconienne    | 125           | Main                      | Rhin       |
| Nahe                  | 125           | Rhin                      | Rhin       |
| Freiberger Mulde      | 124           | Mulde                     | Elbe       |
| Wümme                 | 121           | Lesum                     | Weser      |
| Niers                 | 118           | Meuse                     | Meuse      |
| Wupper                | 115           | Rhin                      | Rhin       |
| Berkel                | 115           | IJssel                    | IJssel     |
| Trave                 | 114           | Mer Baltique              | Trave      |
| Nied                  | 114           | Sarre                     | Rhin       |
| Loisach               | 114           | Isar                      | Danube     |
| Peschsiefen (de)      | 113           | Ankerbach (de)            | Rhin       |
| Pegnitz               | 113           | Regnitz                   | Rhin       |
| Enz                   | 112           | Neckar                    | Rhin       |
| Rott                  | 111           | Inn                       | Danube     |
| Diemel                | 111           | Weser                     | Weser      |
| Vils                  | 109           | Danube                    | Danube     |
| Ilmenau               | 109           | Elbe                      | Elbe       |
| Saalach               | 106           | Salzach                   | Danube     |
| Oker                  | 105           | Aller                     | Weser      |
| Große Röder (de)      | 105           | Elster Noire              | Elbe       |
| Ohre (de)             | 103           | Elbe                      | Elbe       |
| Mže                   | 103           | Berounka                  | Elbe       |
| Erft                  | 103           | Rhin                      | Rhin       |
| Wied                  | 102           | Rhin                      | Rhin       |
| Ach (de)              | 102           | Blau                      | Danube     |
| Innerste              | 100           | Leine                     | Weser      |
| Fuhse                 | 100           | Aller                     | Weser      |
| Friedberger Ach       | 100           | Danube                    | Danube     |
| Blies                 | 100           | Sarre                     | Rhin       |
| Waldnaab (de)         | 99            | Naab                      | Danube     |
| Uecker                | 98            | Lagune de Szczecin        | Uecker     |
| Schwalm               | 97            | Eder                      | Weser      |
| Aland                 | 97            | Elbe                      | Elbe       |
| Our                   | 96            | Sûre                      | Rhin       |
| Wipper                | 95            | Unstrut                   | Elbe       |
| Dahme                 | 95            | Sprée                     | Elbe       |
| Dosse                 | 94            | Havel                     | Elbe       |
| Kinzig                | 93            | Rhin                      | Rhin       |
| Kinzig                | 92            | Main                      | Rhin       |
| Prims                 | 91            | Sarre                     | Rhin       |
| Nagold                | 91            | Enz                       | Rhin       |
| Wutach                | 90            | Rhin                      | Rhin       |
| Pleiße                | 90            | Elster Blanche            | Elbe       |
| Nidda                 | 90            | Main                      | Rhin       |
| Glan                  | 90            | Nahe                      | Rhin       |
| Elz                   | 90            | Rhin                      | Rhin       |
| Zwiefalter Aach       | 89            | Danube                    | Danube     |
| Dinkel                | 89            | Overijsselse Vecht        | Ketelmeer  |
| Recknitz              | 88            | Mer Baltique              | Recknitz   |
| Stör                  | 87            | Elbe                      | Elbe       |
| Große Laber           | 87            | Danube                    | Danube     |
| Wipper                | 85            | Saale                     | Elbe       |
| Sude (de)             | 85            | Elbe                      | Elbe       |
| Schipbeek             | 85            | IJssel                    | IJssel     |
| Prüm                  | 85            | Sûre                      | Rhin       |
| Osterbek (de)         | 85            | Alster                    | Elbe       |
| Große Aue (de)        | 85            | Weser                     | Weser      |
| Gera                  | 85            | Unstrut                   | Elbe       |
| Ahr                   | 85            | Rhin                      | Rhin       |
| Stepenitz             | 84            | Elbe                      | Elbe       |
| Emscher               | 84            | Rhin                      | Rhin       |
| Aa de la Westphalie   | 84            | Werre                     | Weser      |
| Wesenitz              | 83            | Elbe                      | Elbe       |
| Aisch (de)            | 83            | Regnitz                   | Rhin       |
| Vieil Yssel           | 82            | IJssel                    | IJssel     |
| Zusam                 | 81            | Danube                    | Danube     |
| Isen (de)             | 81            | Inn                       | Danube     |
| Helme                 | 81            | Unstrut                   | Elbe       |
| Helbe (de)            | 80            | Unstrut                   | Elbe       |
| Itz                   | 80            | Main                      | Rhin       |
| Wiesent (de)          | 79            | Regnitz                   | Rhin       |
| Murg                  | 79            | Rhin                      | Rhin       |
| Großache              | 79            | Chiemsee                  | Danube     |
| Vils                  | 78            | Naab                      | Danube     |
| Rems                  | 78            | Neckar                    | Rhin       |
| Mindel                | 78            | Danube                    | Danube     |
| Schmutter             | 76            | Danube                    | Danube     |
| Pfreimd (de)          | 76            | Naab                      | Danube     |
| Trebel                | 75            | Peene                     | Peene      |
| Schwarzach (de)       | 75            | Naab                      | Danube     |
| Leda                  | 75            | Ems                       | Ems        |
| Ilm                   | 75            | Abens                     | Danube     |
| Lieser                | 74            | Moselle                   | Rhin       |
| Lauter (de)           | 74            | Rhin                      | Rhin       |
| Kammel (de)           | 74            | Mindel                    | Danube     |
| Treene                | 73            | Eider                     | Eider      |
| Jeetzel               | 73            | Elbe                      | Elbe       |
| Werre                 | 72            | Weser                     | Weser      |
| Soeste (de)           | 72            | Jümme (de)                | Ems        |
| Roter Main            | 72            | Main                      | Rhin       |
| Vesdre                | 71            | Ourthe                    | Meuse      |
| Böhme                 | 71            | Aller                     | Weser      |
| Abens                 | 71            | Danube                    | Danube     |
| Sauer                 | 70            | Rhin                      | Rhin       |
| Agger                 | 70            | Sieg                      | Rhin       |
| Wetter                | 69            | Nidda                     | Rhin       |
| Untere Argen (de)     | 69            | Argen                     | Rhin       |
| Sinn (de)             | 69            | Saale franconienne        | Rhin       |
| Nidder                | 69            | Nidda                     | Rhin       |
| Haidenaab (de)        | 69            | Naab                      | Danube     |
| Tollense              | 68            | Peene                     | Peene      |
| Werse (de)            | 67            | Ems                       | Ems        |
| Schwarzer Schöps (de) | 67            | Sprée                     | Elbe       |
| Schwarze Laber        | 67            | Danube                    | Danube     |
| Haune                 | 67            | Fulda                     | Weser      |
| Flöha                 | 67            | Zschopau                  | Elbe       |
| Löcknitz              | 66            | Elbe                      | Elbe       |
| Nuthe                 | 65            | Havel                     | Elbe       |
| Möhne                 | 65            | Ruhr                      | Rhin       |
| Kleine Laber (de)     | 65            | Große Laber               | Danube     |
| Ilz                   | 65            | Danube                    | Danube     |
| Bille                 | 65            | Elbe                      | Elbe       |
| Baunach (de)          | 65            | Main                      | Rhin       |
| Wenkbach (de)         | 64            | Par-Allna (de)            | Rhin       |
| Selke (de)            | 64            | Bode                      | Elbe       |
| Rezat franconienne    | 64            | Rednitz                   | Rhin       |
| Nister                | 64            | Sieg                      | Rhin       |
| Wern (de)             | 63            | Main                      | Rhin       |
| Selz                  | 63            | Rhin                      | Rhin       |
| Salm                  | 63            | Moselle                   | Rhin       |
| Fils                  | 63            | Neckar                    | Rhin       |
| Alz                   | 63            | Inn                       | Danube     |
| Schwentine            | 62            | Kleiner Plöner See (de)   | Schwentine |
| Schussen              | 62            | Lac de Constance          | Rhin       |
| Örtze                 | 62            | Aller                     | Weser      |
| Mildenitz (de)        | 62            | Warnow                    | Warnow     |
| Este (de)             | 62            | Elbe                      | Elbe       |
| Emmer (de)            | 62            | Weser                     | Weser      |
| Plane                 | 61            | Havel                     | Elbe       |
| Nims                  | 61            | Prüm                      | Rhin       |
| Speyerbach (de)       | 60            | Rhin                      | Rhin       |
| Pulsnitz              | 60            | Elster Noire              | Elbe       |
| Pfinz                 | 60            | Rhin                      | Rhin       |
| Ohm                   | 60            | Lahn                      | Rhin       |
| Nebel                 | 60            | Warnow                    | Warnow     |
| Lauchert              | 60            | Danube                    | Danube     |
| Kraichbach (de)       | 60            | Rhin                      | Rhin       |
| Aar                   | 60            | Lahn                      | Rhin       |
| Weschnitz             | 59            | Rhin                      | Rhin       |
| Regnitz               | 59            | Main                      | Rhin       |
| Nette                 | 59            | Rhin                      | Rhin       |
| Fuhne (de)            | 59            | Saale                     | Elbe       |
| Elzbach               | 59            | Moselle                   | Rhin       |
| Alme                  | 59            | Lippe                     | Rhin       |
| Wondreb               | 58            | Ohře                      | Elbe       |
| Tannbach              | 58            | Saale                     | Elbe       |
| Stever                | 58            | Lippe                     | Rhin       |
| Schunter              | 58            | Oker                      | Weser      |
| Parthe                | 58            | Elster Blanche            | Elbe       |
| Mangfall              | 58            | Inn                       | Danube     |
| Luhe (de)             | 58            | Ilmenau                   | Elbe       |
| Löbauer Wasser (de)   | 58            | Sprée                     | Elbe       |
| Wurm                  | 57            | Rour                      | Meuse      |
| Weida                 | 57            | Elster Blanche            | Elbe       |
| Ulster                | 57            | Werra                     | Weser      |
| Simmerbach (de)       | 57            | Nahe                      | Rhin       |
| Rench                 | 57            | Rhin                      | Rhin       |
| Lein (de)             | 57            | Kocher                    | Rhin       |
| Darmbach (de)         | 57            | Schwarzbach (de)          | Rhin       |
| Burgdorfer Aue (de)   | 57            | Aller                     | Weser      |
| Schwarzach (de)       | 56            | Rednitz                   | Rhin       |
| Schutter (de)         | 56            | Kinzig                    | Rhin       |
| Oder                  | 56            | Rhume                     | Weser      |
| Hörsel                | 56            | Werra                     | Weser      |
| Bocholter Aa (de)     | 56            | Vieil Yssel               | IJssel     |
| Alster                | 56            | Elbe                      | Elbe       |
| Woblitz               | 55            | Havel                     | Elbe       |
| Wisenta (de)          | 55            | Saale                     | Elbe       |
| Wiese                 | 55            | Rhin                      | Rhin       |
| Schlinge (de)         | 55            | Bielheimerbeek (nl)       | IJssel     |
| Kleine Elster (de)    | 55            | Elster Noire              | Elbe       |
| Günz                  | 55            | Danube                    | Danube     |
| Dill                  | 55            | Lahn                      | Rhin       |
| Würm (de)             | 54            | Nagold (de)               | Rhin       |
| Traun                 | 54            | Alz                       | Danube     |
| Rot                   | 54            | Danube                    | Danube     |
| Köhntop (de)          | 54            | Uecker                    | Uecker     |
| Inde                  | 54            | Rour                      | Meuse      |
| Acher                 | 54            | Rhin                      | Rhin       |
| Wilde Weißeritz       | 53            | Weisseritz                | Elbe       |
| Steinbach             | 53            | Main                      | Rhin       |
| Schwarzach (de)       | 53            | Altmühl                   | Danube     |
| Schwarza              | 53            | Saale                     | Elbe       |
| Rodach                | 53            | Main                      | Rhin       |
| Elsenz                | 53            | Neckar                    | Rhin       |
| Welse (de)            | 52            | Oder                      | Oder       |
| Stepenitz             | 52            | Trave                     | Trave      |
| Schnauder (de)        | 52            | Elster Blanche            | Elbe       |
| Roth (de)             | 52            | Danube                    | Danube     |
| Rögnitz (de)          | 52            | Sude (de)                 | Elbe       |
| Queich                | 52            | Rhin                      | Rhin       |
| Nesse                 | 52            | Hörsel                    | Weser      |
| Murr                  | 52            | Neckar                    | Rhin       |
| Linzer Aach (de)      | 52            | Rhin                      | Rhin       |
| Brenz                 | 52            | Danube                    | Danube     |
| Alf                   | 52            | Moselle                   | Rhin       |
| Singold (de)          | 51            | Wertach                   | Danube     |
| Gersprenz (de)        | 51            | Main                      | Rhin       |
| Eltingmühlenbach (de) | 51            | Glane (de)                | Ems        |
| Chamb                 | 51            | Regen                     | Danube     |
| Alb (de)              | 51            | Rhin                      | Rhin       |
| Volme                 | 50            | Ruhr                      | Rhin       |
| Urft                  | 50            | Rour                      | Meuse      |
| Schwarzbach           | 50            | Blies                     | Rhin       |
| Saalbach (de)         | 50            | Rhin                      | Rhin       |
| Riß                   | 50            | Danube                    | Danube     |
| Hollerbach (de)       | 50            | Morre (de)                | Rhin       |
| Obere Argen (de)      | 50            | Argen                     | Rhin       |
| Nieplitz (de)         | 50            | Nuthe                     | Elbe       |
| Nethe (de)            | 50            | Weser                     | Weser      |
| Moosach (de)          | 50            | Isar                      | Danube     |
| Ise (de)              | 50            | Aller                     | Weser      |
| Glonn (de)            | 50            | Amper                     | Danube     |
| Eyach (de)            | 50            | Neckar                    | Rhin       |
| Delvenau              | 50            | Elbe                      | Elbe       |
| Alsenz                | 50            | Nahe                      | Rhin       |
| Ahse                  | 50            | Lippe                     | Rhin       |